# Iris (boginja)
Iris (tudi Irida, starogrško starogrško Ίρις: Íris) je v grški mitologiji boginja nedolžnosti in poosebitev mavrice, ki povezuje nebo in zemljo in po kateri tudi prihaja na zemljo, ter božja poslanka in Herina služabnica.
Upodobljena je s krili in glasniško palico. Iris prenaša Zevsova sporočila bogovom in ljudem.
Po njej se imenuje asteroid 7 Iris.